# Стара швајцарска конфедерација
Стара швајцарска конфедерација је била држава на територији данашње Швајцарске. Настала је 1291. године склапањем савеза између три швајцарска независна кантона (Швиц, Ури и Нидвалден) ради заједничке борбе против Хабзбурговаца. Укинута је 1798. године након француске окупације и замењена Хелветском републиком.

## Настанак
Након прикључења Швајцарске Светој римској империји, неки градови постали су изузетно значајни због трговинских веза између Немачке и Италије. Нарочито су били значајни градови дуж трговачког пута: Швиц, Ури и Нидвалден. Ти кантони успели су да издејствују статус слободних царских територија (Ури 1231, а Нидвалден 1240) и тако постану потпуно независни. Међутим, Хабзбурговци постају најмоћнија династија у Европи и убрзо исказују тежње за контролом планинским пролазима. Први на удару нашао се Швиц. Пред заједничком опасношћу, три кантона 1273. године склапају први (привремени) уговор о заједничкој одбрани од Хабзбурговаца. Дана 1. септембра 1291. године закључен је Вечни савез у циљу заједничке одбране. Тиме је створена Швајцарска конфедерација.

## Успон
Чланови Конфедерације признале су врховну царску власт, али су биле енергично против вазалства Хабзбурговцима. Но, Хабзбурговци нису одустајали од наметања контроле у Швајцарској. Борба се нарочито распламсала након смрти цара Хенрика VII када се Конфедерација умешала у ривалство око претендената на царску круну. Леополд I је зато покренуо поход на најратоборнију чланицу савеза — Швиц. У бици код Моргартена (15. новембар 1315), Швичани су до ногу потукли Леополдову војску. Ова победа била је почетак борбе Конфедерације за независност. Децембра исте године обновљен је Вечни савез. Три године касније, Хабзбурговци су принуђени да са Конфедерацијом склопе мир и признају њену независност. Конфедерацији убрзо приступају нове чланице: Луцерн 1332, Цирих 1351, Цуг и Гларус 1352, Берн 1353. године. Нове чланице биле су везане само за Конфедерацију, али не и међусобно. Конфедерација се знатно проширила обухватајући, сем планинских, и равничарске делове Швајцарске.
Швајцарци потом прелазе у офанзиву против Хабзбурговаца; упадају на њихове територије и освајају градове. Покушај Хабзбурговаца да се одупру завршен је неуспешно. Швајцарци односе убедљиве победе код Земпаха (1386) и Нефелса (1388). Хабзбурговци су принуђени на мир 1389. године и прихватање новог стања.

## Ратови
Швајцарска конфедерација учествовала је у Бургундским ратовима на страни Француске. У тим ратовима, Конфедерација односи значајне победе код Грансона, Муртена (1476) и Нансија (1477). 
Конфедерација је постајала све јача, а њена подређеност Светом римском царству била је само номинална. Покушај Максимилијана I да ратом наметне послушност је завршен потпуним неуспехом. Победа у Швапском рату означила је почетак пуне независности Конфедерације. Она је 1511. године потврђена немачко-швајцарским уговором. Међународно признање Швајцарци су издејствовали Вестфалским миром којим је завршен Тридесетогодишњи рат 1648. године.
Успеси Швајцарске војске у Бургундијским и Швапском рату учиниле су да швајцарски најамници постану најтраженији у Европи. Они су имали учешћа у Италијанским ратовима, наизменично на страни Француске и Свете лиге. Међу значајнијим швајцарским биткама јесу битке код Черињоле, Равене, Новаре, Бикоке и др.

## Историја до Наполеонових ратова
У међувремену се Конфедерација и даље шири. Године 1481. прилазе јој Фрајсбург и Золотурн, 1501. године Базел и Шафхаузен, 1513. године и Апенцел. Конфедерација је тако повећана са осам на тринаест чланица. Политичка карта Швајцарске од 1513. године остаје непромењена све до Наполеонових ратова. Постепено се развијала и административно-политичка организација Конфедерације. Савез није имао централне, врховне органе, сем савезне скупштине која је повремено сазивана. Поред поменутих 13 земаља, у Конфедерацију су као савезне земље улазиле и Женева, Граубинден, Милхаузен, Нешател и др. Међутим, Конфедерација изнутра није била јединствена.

## Пад
Процес слабљења феудалних односа у Швајцарској довео је до тога да Конфедерација у 15. и 16. веку постане један од основних центара Реформације у Европи и буде захваћена Немачким сељачким ратом 1525. године. Све то је доводило до слабљења Конфедерације. Међусобна борба појединих класа и слојева Швајцарске постајала је временом све интензивнија. Године 1653. у Швајцарској избијају сељачке буне у Луцерну, Берну, Базелу и другим. Побуне су угушене захваљујући помоћи других кантона. Избијање Француске револуције битно је утицало на даљи ток швајцарске историје. Почетком 1798. године, трупе француског Директоријума окупирале су Швајцарску Конфедерацију. Дана 22. марта 1798. године прокламована је Хелветска република.